# Aix-en-provence-i Operafesztivál

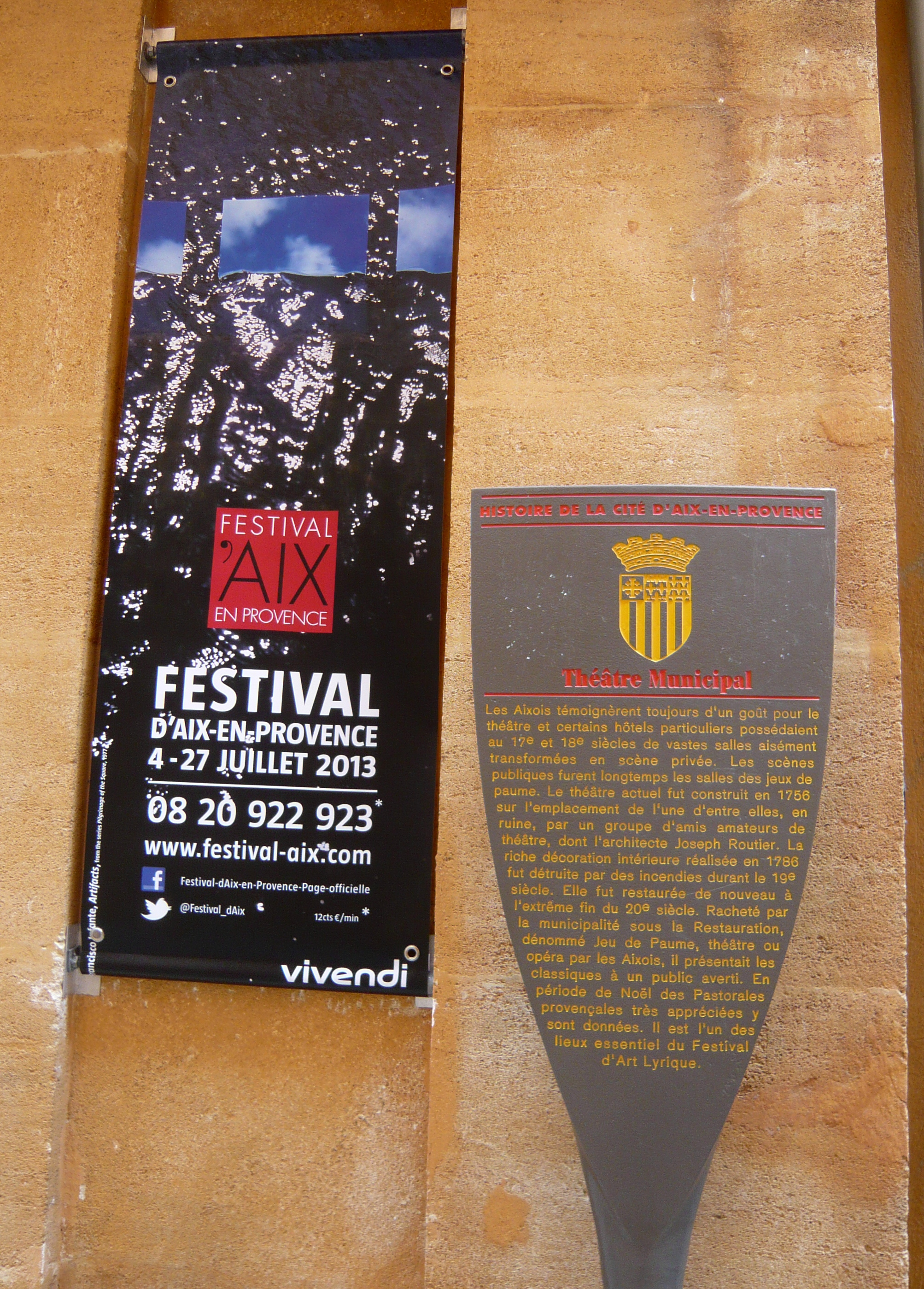
A Fesztivál 2013. évi plakátja

Az Aix-en-provence-i Operafesztivál (francia nevén Festival international d'art lyrique d'Aix-en-Provence) egy 1948 óta évente megrendezett nemzetközi komolyzenei fesztivál, melyet a franciaországi Aix-en-Provence-ban általában júliusban rendeznek meg. A főként operáknak szentelt fesztiválon évente számos zenekari, kamarazenei, vokális és hangszeres szólókoncertet is rendeznek. Franciaország egyik legrangosabb nyári komolyzenei rendezvénye a 2023-as évadban ünnepelte fennállásának 75. évfordulóját.
Központi játszóhelye évtizedekig a város egykori érseki palotájának szabadtéri színházzá alakított udvara volt. 2007 óta a nagyobb produkciók egy részét már a város új színházában, a Grand Théâtre de Provence-ban (a Provence-i Nagyszínházban) rendezik meg.

## Alapítása
Az aix-en-provence-i zenei fesztivál közvetlenül a második világháború után jött létre, védnöke és egyik kezdeményezője Lily Pastré grófnő volt (1891–1974). A kezdeményezés részben Gabriel Dussurget-től is származik, aki egy 1947-es sikeres próbálkozás után a városi kaszinót működtető cég (Société du Casino municipal d'Aix Thermal) támogatásával és képviselőjének, Roger Bigonnet-nek segítségével 1948 júliusában elindította a fesztivál első évadát. Gabriel Dussurget (1904–1996) csaknem huszonöt éven át volt a fesztivál igazgatója.

## 1948–1972
Gabriel Dussurget művészeti irányításával az új fesztivál Mozart égisze alatt született. 1948-ban az egykori érseki palota udvarán elsőként a Così fan tutte-t, a Franciaországban akkortájt – néhány évvel a második világháború után – még kevéssé ismert operát adták elő Hans Rosbaud osztrák karmester vezényletével. A következő néhány év is többnyire Mozart vígoperáiról szólt. 1949-ben nagy sikert aratott az olasz stílusú díszletben előadott Don Giovanni, majd 1952-ben a Figaro házassága. A fesztivál keretében az operákon kívül számos más előadást és zenei programot is tartottak a városban. A művészeti igazgató, Gabriel Dussurget kitartott az operát és koncerteket ötvöző rendezvényforma és a Mozart-operák mellett.
Az első két évtized hangsúlyos produkciója volt A sevillai borbély is. Az 1953-ban bemutatott, majd 1969-ig ötször felújított Rossini-opera szorosan kötődött Gabriel Dussurget időszakához, és jól kiegészítette Mozart könnyed hangvételű műveinek sorát. A későbbi években Puccini számos „komoly” műve is bekerült a fesztivál repertoárjába. 
1963-ban a Gabriel Dussurget és Roger Bigonnet közötti együttműködés véget ért, utóbbi helyét a Casino igazgatója, (Jean Bertrand) vette át. Ez a váltás nem bizonyult szerencsésnek, komoly nézetkülönbségek akadályozták a fesztivál sikeres működését. 1972-ben Dussurget lemondott az igazgatói tisztségéről.

## A fesztivál igazgatói
- 1948–1972: Gabriel Dussurget
- 1974–1982: Bernard Lefort
- 1982–1996: Louis Erlo
- 1998–2006: Stéphane Lissner
- 2007–2018: Bernard Foccroulle
- 2018– : Pierre Audi

## 1974-től a 20. század végéig

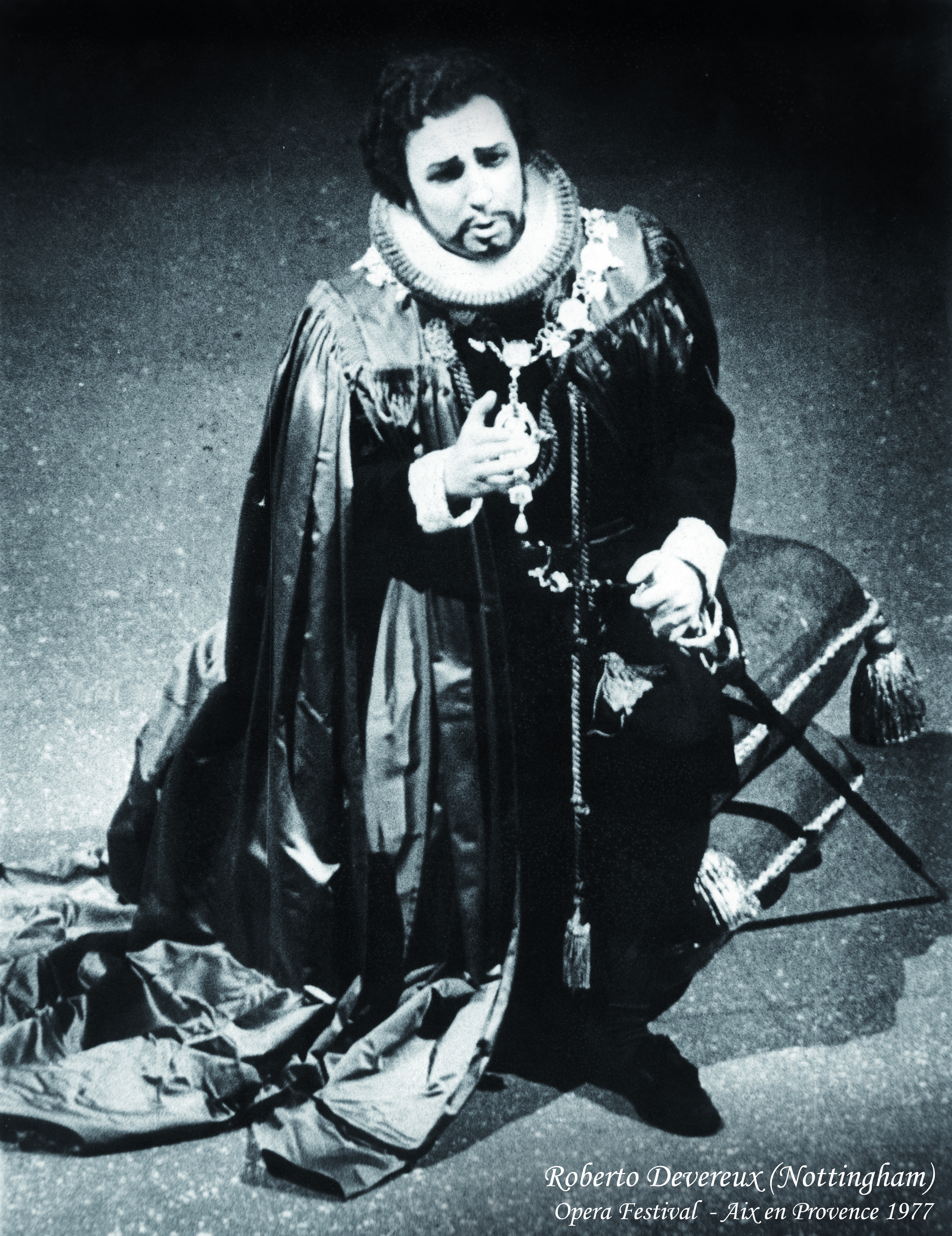
Franco Bordoni a Roberto Devereux c. operában az 1977-es fesztiválon

### Bernard Lefort
1974-ben a fesztivál társasággá (association) alakult, akkor kapta ma ismert nevét. Ekkor Bernard Lefort operaénekes, majd rendező (1922–1999) vette át a fesztivál irányítását, aki megújította és bővítette a repertoárt. Nyitott az olasz opera és a bel canto stílus felé, elővett néhány Verdi- és Donizetti-operát, valamint egy-egy elfeledett művet. Neves művészeket, de fiatal tehetségeket is meghívott, köztük Sass Sylviát, aki a Traviata Violetta szerepében reveláció volt (1976). 
1978-ban 30. alkalommal rendezték meg a fesztivált. Abban az évben három opera is szerepelt a programban: Purcell Dido és Aeneas és Händel Alcina című barokk operája, az utóbbi főszerepét Teresa Berganza énekelte, aki ugyanitt kezdte nemzetközi karrierjét 1957-ben a Così fan tutte Dorabella szerepében.
A harmadik darabot, Donizetti Don Pasquale című vígoperáját a város egyik régi hangulatos terén (Fontaine des Quatre-Dauphins) adták elő nagy sikerrel.
A kezdeti évek A sevillai borbély-sorozatai után az aix-i fesztiválon helyet kaptak Rossini „komoly” operái is. Bernard Lefort hivatali idejének végén két ritkán játszott operáját elevenítette fel, mielőtt átvette volna a Párizsi Opera vezetését: a Semiramist, melyben Montserrat Caballé és Marilyn Horne szerepelt (1980), és a Tankrédet (1981). 

### Louis Erlo

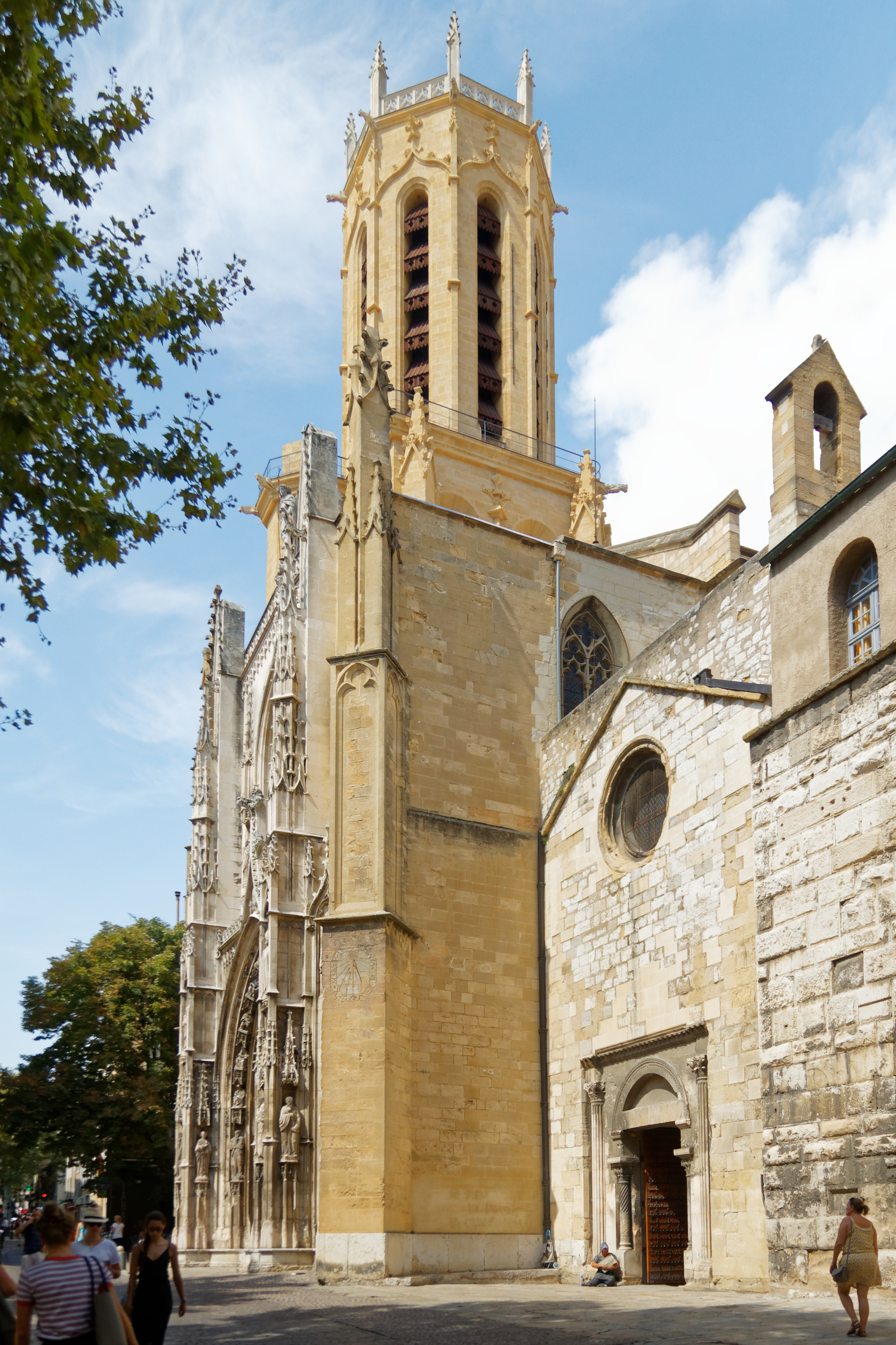
Az aix-i katedrális

Az 1982-ben a fesztivál művészeti igazgatójává Louis Erlot (1929–), a Lyoni Operaház igazgatóját nevezték ki. (Közben az ottani igazgatói teendőket Jean-Pierre Brossmann-nal megosztva látta el). Vezetése alatt elsősorban barokk operákat tűztek műsorra.
Louis Erlo nagy súlyt helyezett a művek kiválasztására. Megjelentek ritkán előadott művek: Mozartnak Aix-ben még nem játszott darabjai: Mitridate, Pontus királya (1983), Az álruhás kertészlány (1984); és a francia, szintén barokk zeneszerző, Rameau operái: a Les Boréades (1982), valamint a Hippolütosz és Arikia (1983), John Eliot Gardiner vezényletével, Jessye Normannal Phaedra szerepében. Újra „felfedezték” Monteverdi két operáját, az Orfeót (1985, rendezte Claude Goretta svájci filmrendező) és a Poppea megkoronázását. Helyet kapott a programban az Aix-ben született zeneszerző, André Campra Tancrède (1986) című lírai tragédiája (tragédie lyrique) is. Jessye Norman egyébként többször is fellépett aix-i programokban, utoljára Richard Strauss Ariadne Naxos szigetén című operájában, melyet Göran Järvefelt, Ingmar Bergman tanítványa rendezett 1985-ben.
1986-1987-ben a fő játszóhelyet, a régi érseki palota udvarát kb. 1600 ülőhellyel és egy igazán modern színpaddal szerelték fel. 1990-től a Saint-Sauveur katedrálisban bemutatásra kerültek Rossini egyházi művei is: a Messa di gloria, a Stabat Mater és a Petit Messe Solenelle (Kis ünnepi mise). Salzburggal ellentétben, amelyhez az aix-i rendezvényt gyakran hasonlították, az itteni programokra többnyire a változatosság és az egyszerűség volt jellemző.
Az 1990-es évek elején azonban anyagilag nehéz időszak következett, egy incidens részben megbénította a működést. Az évtized végére fokozatosan az állam és a régió vezetése vette át az eredetileg egyesületi formában működő struktúra helyét.

## 21. század

### Stéphane Lissner

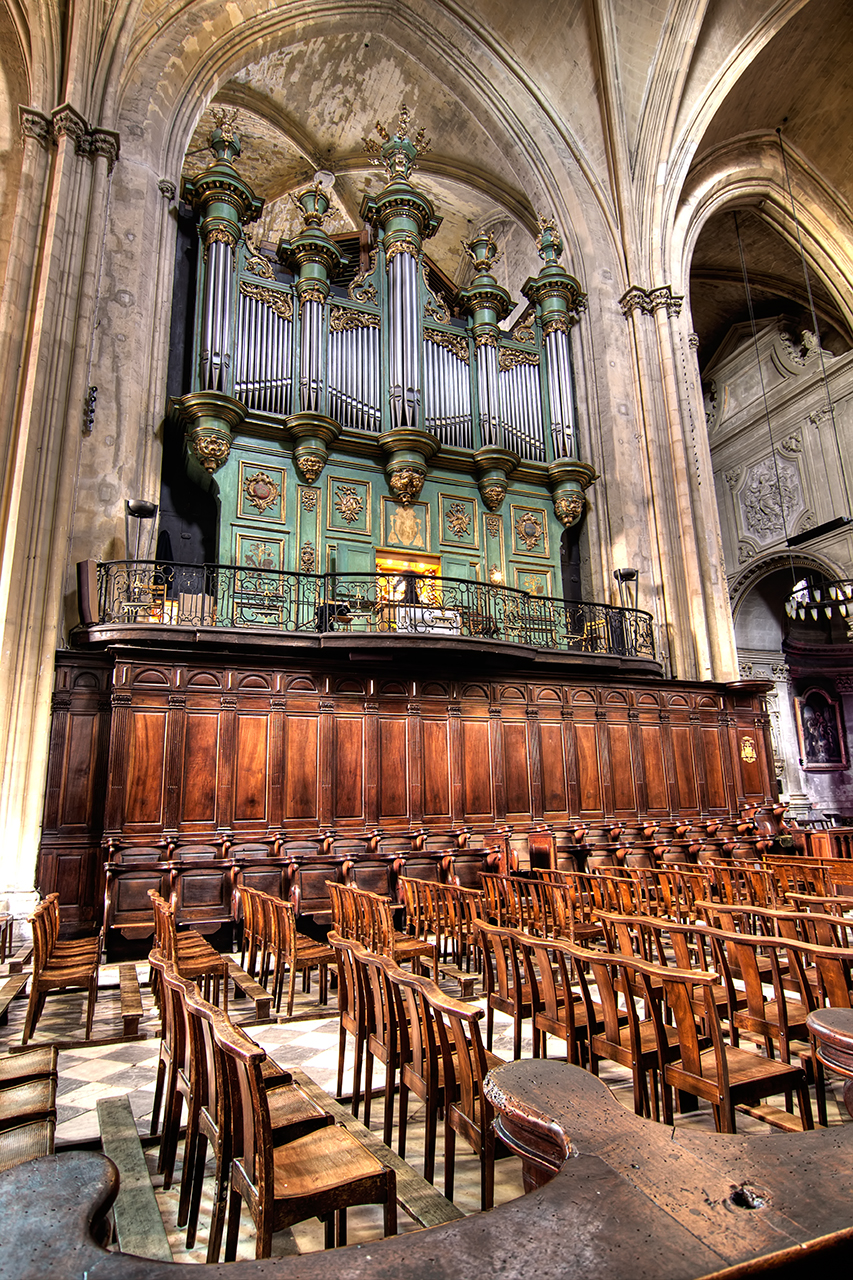
A katedrális belső tere

1998 nyara fordulópontot jelentett a fesztivál történetében. A több évig tartó költségvetési problémák után Stéphane Lissner (1953–), a párizsi Châtelet Színház addigi igazgatóját kérték fel a vezetésre. A fesztivál 50. évfordulóján olyan produkcióval nyitott, amely azonnal nagy feltűnést keltett. A provence-i fesztivál egyik emblematikus művét, Mozart Don Giovanniját vitték színre Peter Brook rendezésében, Claudio Abbadóval és tanítványával, Daniel Hardinggal (egymást váltva) a Mahler Kamarazenekar élén. Peter Brook ezzel a rendezésével tért vissza az opera világába. A produkciót a következő években újra előadták. Ugyancsak bemutatták Mozart Varázsfuvoláját Stéphane Braunschweig új rendezésében.
Stéphane Lissner növelte a játszóhelyek számát és jelentős művészi programokat állított össze. Új alkotásokat rendelt, illetve mutatott be kortárs szerzőktől, köztük Eötvös Pétertől is, akinek Le Balcon (Az erkély, Jean Genet drámája alapján) című művét itt mutatták be 2002-ben. Bemutatott több, művészi karrierjük küszöbén álló művészt, köztük a Don Giovanni címszerepét alakító svéd baritont, Peter Mattei-t, vagy az angol karmestert, Daniel Hardingot, akinek itt indult nemzetközi karrierje. 
A fesztiváligazgató már kinevezése évében, 1998-ban egy zenei akadémiát alapított fiatal tehetségek számára (Académie européenne de musique du Festival d’Aix-en-Provence), mely azóta is működik. Fiatal művészei a fesztivál minden évében produkciók széles skáláját mutatják be.  
A fesztivál igazgatótanácsának elnöke egy időben Jean-Marie Messier ismert üzletember és mecénás, a Vivendi Universal média-csoport elnöke volt, akit azonban a kulturális miniszter javaslatára 2002-ben leszavaztak, helyette Edmonde Charles-Roux írónőt, a Goncourt Akadémia elnökét választották meg.
Stéphane Lissner a milánói Scalától kapott meghívása miatt a szerződése lejárta (2009) előtt távozott Aix-en-Provence-ból.

### Bernard Foccroulle
2007. január 1-jén Bernard Foccroulle belga zeneszerző, operaigazgató, a brüsszeli Théâtre royal de la Monnaie addigi igazgatója vette át a fesztivál irányítását. Addigra már az érseki palota szabadtéri színházát teljesen felújították, és elkészült a város új, korszerű színházépülete is, a Grand Théâtre de Provence. 2007. július elején került sor a színházban az első operaelőadásra: Richard Wagner A walkür című operáját a Berlini Filharmonikus Zenekar élén Simon Rattle vezényelte, az előadást Stéphane Braunschweig rendezte.
2006 és 2009 között a fesztivál – a Salzburgi Húsvéti Ünnepi Játékokkal együttműködve – ugyanezekkel a résztvevőkkel, Simon Rattle vezényletével 
Richard Wagner Ring-tetralógiájának egyes darabjait vitte színre: az operákat júliusban Aix-en-Provence-ban mutatták be, majd a következő tavasszal Salzburgban újították fel. Ez az új program Wagnerrel a fesztivál gazdagodását mutatja: bár nagy hangsúlyt fektetett a barokk zenére és Mozart műveire, de repertoárját folyamatosan bővítette.
2008-ban a fesztivál már a 60. évfordulóját ünnepelte. Ismét bemutatták a Così fan tuttet az első évaddal azonos helyszínen, az iráni filmes, Abbas Kiarostami rendezésében. Egy André Campra-koncertet is szenteltek Lily Pastré grófnő (1891–1974) emlékének, akinek a mecenatúrája hatvan évvel korábban lehetővé tette a fesztivál létrejöttét.
2008-ban a fesztivál hat színpadi produkcióval, tizenhat koncerttel és egyéb zenei esttel, valamint a tízéves jubileumát ünneplő Académie européenne de musique mintegy hatvan rendezvényével kb. 75 000 nézőt vonzott. A növekedés jelentős részben a Grand Théâtre de Provence megnyitásának volt köszönhető. A nézőterek kihasználtsága az operaelőadások esetében 95%-os, a koncertek esetében 78%-os, tehát nagyon magas volt. A szervezés árpolitikájának részeként közel húszezer jegyet jelentősen mérsékelt áron kínáltak, hogy minél szélesebb rétegek, különösen a fiatalok számára elérhetővé tegyék az előadásokat. 1998 és 2008 között a fesztivál éves költségvetése jelentősen, 11,7 millió euróról közel 20 millió euróra nőtt.
Az igazgató kiemelt helyet biztosított a kortárs alkotásoknak. A város új színházában tartották a világpremierjét George Benjamin Written on Skin (2012), valamint Philippe Boesmans belgiumi (flamand) zeneszerző (1936–2022) Pinocchio című operájának (2017).
2014-ben a rendezvény elnyerte a londoni International Opera Awards díját "Az év legjobb fesztiválja" kategóriában, maga Bernard Foccroulle pedig 2017-ben a vezetői kategóriában.

### Pierre Audi
2018 óta a fesztivál igazgatója Pierre Audi. Ötéves időtartamra nevezték ki, majd szerződését 2022-ben újabb öt évre, 2027-ig meghosszabbították. Korábban 30 évig az amszterdami operatársulat élén állt.
A 2020. évi fesztivál előadásait a Covid pandémia miatt nem tudták megtartani.
2023-ban a rendezvénysorozat a 75. születésnapját ünnepelte. A megnyitón Kurt Weill és Bertolt Brecht A háromgarasos operáját (magyarul Koldusopera) adták elő a Comédie-Française színészei, Thomas Ostermeier rendezésében. A híres párizsi színház társulata először lépett fel Aix-en-Provence-ban. A születésnapi programból kiemelkedett Alban Berg Wozzeck című műve a nagyszínházban Simon Rattle vezényletével, Simon McBurney rendezésében, Christian Gerhaherrel a címszerepben,  valamint hagyományosan a Così fan tutte, ezúttal Dmitrij Csernyakov orosz operarendező és Thomas Hengelbrock német karmester irányításával. A jubileumi rendezvénysorozat programjában egy nagyon várt világpremierre is sor került: ez George Benjamin kortárs brit zeneszerző Picture a day like this című egyfelvonásos operája volt, a Mahler Kamarazenekar előadásában, a szerző vezényletével.